# وعي وطني

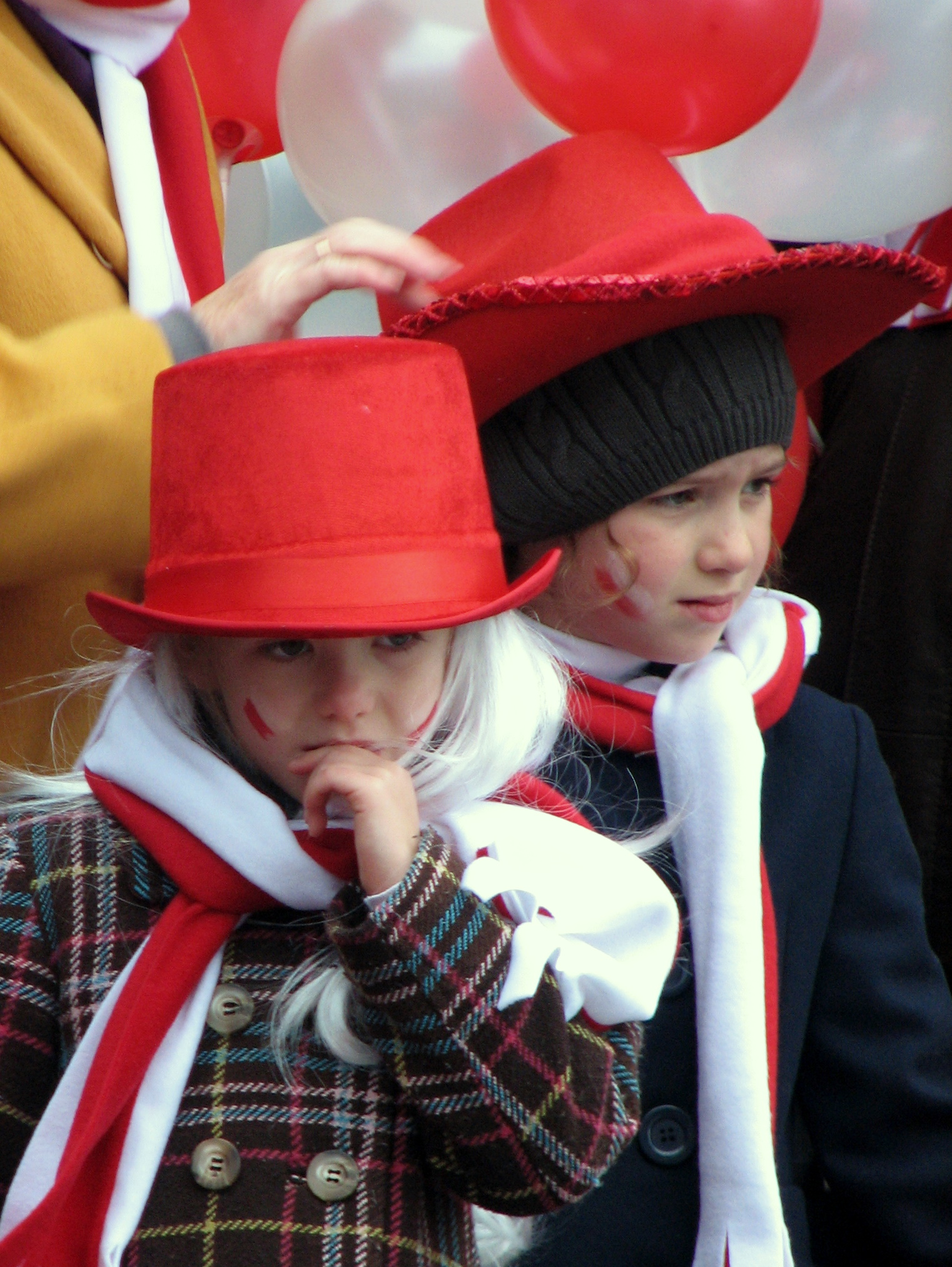

الوعي القومي (بالإنجليزية: National consciousness)‏ هو الحس السليم للهوية القومية؛ أي فهم مشترك، بأن يكون لمجموعة من الأشخاص، لديهم خلفية عرقية، لغوية، ثقافية، مشتركة.
تاريخيا، كان ارتفاع الوعي القومي، هو الخطوة الأولى نحو إنشاء أمة. الوعي الوطني، بجملة واحدة، هو مستوى الوعي الفردي، والجماعي، يفهم منه الفرد، أنه بدون «هم»، لا يوجد، «نحن».
إنه مجرد وعي بالعديد من المواقف، والمعتقدات الشائعة تجاه أشياء، مثل الأسرة، والعادات، والأدوار المجتمعية، والجنس، وما إلى ذلك. يتيح هذا الوعي للشخص أن يكون لديه «هوية جماعية» تسمح له بأن يكون مدركا، لمكان وجوده، ولأهمية الأماكن، والناس من حوله، بحيث يجعلون في النهاية الجماعة أمة. باختصار، يمكن تعريف الوعي الوطني، بأنه مادة محددة للحالات التي توفر أنماطا معتادة، فيما يتعلق بظواهر الحياة.
تطورت الهويات الوطنية، في أوروبا، والأمريكتين إلى جانب مفهوم، السيادة السياسية، المستثمرة في شعب الأمة. في أوروبا الشرقية، كان يرتبط في كثير من الأحيان مع العرق، والثقافة.
تتطلب القومية أولاً، وعيا وطنيا، ووعيا بالمجموعة الوطنية، لمجموعة من الأشخاص، أو الأمة. غالبا ما تُعزى صحوة الوعي القومي إلى الأبطال الوطنيين، وترتبط بالرموز الوطنية، وكانت جزءا من الحل ليوغوسلافيا، تشيكوسلوفاكيا، والاتحاد السوفيتي.

## الهوية القومية، والوعي القومي
ترتبط الهوية القومية، والوعي القومي، ارتباطا وثيقا، غالبا ما يمكن الخلط بينهما.
في الواقع، هناك خط رفيع بين تعريفات الاثنين، ومع ذلك، يمكن تعريف الهوية القومية، على أنها المشاعر التي يشاركها شخص ما، مع مجموعة من الناس حول الأمة. الوعي القومي، هو جوهر معين من المواقف التي توفر تفاصيل عن الظواهر اليومية للحياة في بلد الفرد. الهوية القومية، مثل الوعي القومي، هي شعور بالاعتراف بـ «نحن»، و «هم».
أحد الفروق المهمة بين الزوجين، هو أن طيف الهوية القومية يجسد الوطنية والنعرات. الهوية القومية أكثر واقعية من الناحية العقلية، مقارنة بالوعي القومي. تشمل عناصر الهوية القومية رموز الأمة، وتقاليدها، وذكرياتها. الوعي الوطني أكثر حسية، وشخصية. الأمر مختلف لكل شخص. لا يمكن رؤيتها بالضرورة لأنها عقلية، أكثر من الهوية القومية.